# Gilbert Fitz Osbern
Gilbert (Gislebertus), surnommé La Grue, est évêque d'Évreux, de 1071 à sa mort en 1112.

## Famille
Il est le fils de Guillaume Fitz Osbern, comte de Breteuil et grand sénéchal de Normandie, et d'Alice de Tosny.

## Biographie
Gilbert est au début de sa carrière archidiacre et chanoine de la cathédrale de Lisieux. Il est envoyé en mission par Guillaume le Conquérant auprès du pape Alexandre II en 1066, qui apprécie ses qualités.
À la mort de Baudouin, il lui succède à l'évêché d'Évreux en 1071 et en sera à la tête pendant quarante-deux ans. Il assiste au concile de Rouen en 1074. Il poursuit la construction de la cathédrale d'Évreux qui est dédicacée en 1077 par l'archevêque de Rouen Jean d'Ivry,. Il dédicace la collégiale Notre-Dame de Vernon vers 1072, fondée par Guillaume de Vernon. Il assiste à la dédicace du Bec-Hellouin en octobre 1076 par Lanfranc. En 1078, il enterre Herluin, abbé du Bec et bénit Anselme à la tête de l'abbaye. Il consacre en 1079 Guillaume Bonne-Âme, nouvel archevêque de Rouen et prononce en 1087 l'oraison funèbre lors des funérailles de Guillaume le Conquérant à Saint-Étienne de Caen.
Il entretient une correspondance suivie avec Yves de Chartres.
Il assiste au concile de Clermont en 1095 puis part en croisade en compagnie de Robert Courteheuse et Odon de Conteville, évêque de Bayeux. En février 1097, il préside les funérailles d'Odon à Palerme, en présence du comte Roger de Sicile.
Il meurt le 29 août 1112 et est enterré dans la cathédrale d'Évreux. Son tombeau est découvert le 14 avril 1891 à gauche du chœur, entre les piliers de la seconde arcade. Le sarcophage constitué d'une auge en pierre et de plaques de pierre pour la refermer avait une longueur d'1,90 m, ce qui explique son surnom de la grue.